# Ячейка Голея

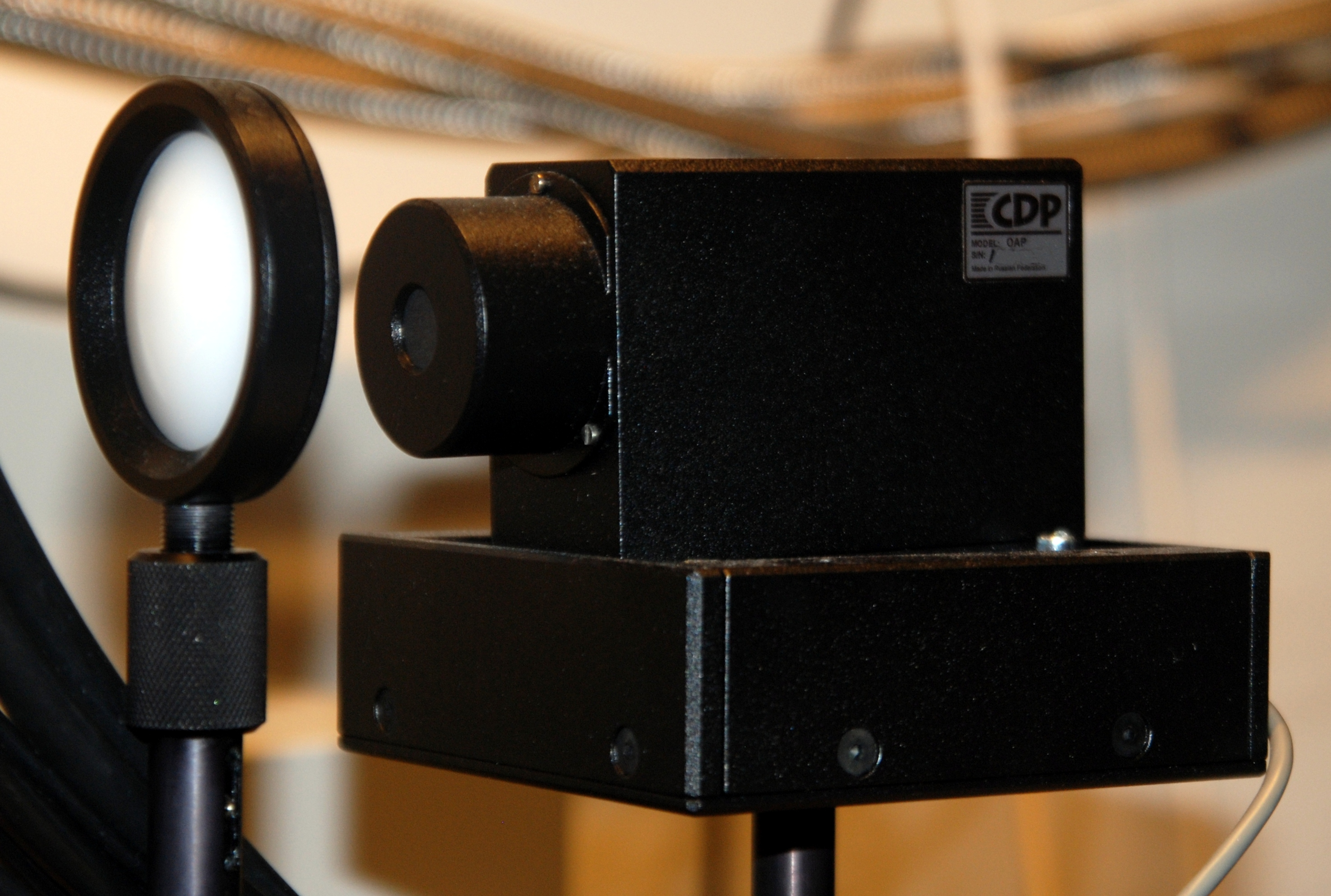
Ячейка Голея.

Схема устройства ячейки Голея

Яче́йка Голе́я, ОАП (оптоакустический преобразователь) − приёмник электромагнитного излучения.
Используется для обнаружения инфракрасного излучения в ближней и дальней частях спектра и терагерцевого излучения. Используется, в основном, в инфракрасной спектроскопии.

## Устройство и принцип действия
Датчик состоит из небольшой металлической полости обычно в виде полого цилиндра, закрытый окном прозрачным для регистрируемого излучения. В полости размещён поглотитель излучения, со стороны, противоположной окну, имеется гибкая упругая диафрагма из металлизированной полимерной плёнки.
С атмосферой для выравнивания давления полость сообщается через капиллярное отверстие, либо изменения атмосферного давления выравнивается с давлением в полости с помощью дополнительной гибкой мембраны. Полость обычно заполняется ксеноном — газом с низкой теплопроводностью.
Излучение поглощается поглотителем излучения, что вызывает нагрев газа в полости, при этом повышается давление газа в полости и это вызывает изгиб зеркально отражающей диафрагмы, освещённой источником света. Изгиб диафрагмы изменяет поток отражённого от неё света на фотоприёмник. Электрический сигнал фотоприёмника является выходным сигналом датчика.

## Преимущества и недостатки
Основным преимуществом является то, что используемый диапазон длин волн достаточно широк. Отклик, в основном, линеен во всём рабочем спектральном диапазоне. Детектор также имеет достаточно малую инерционность — порядка 10 мс. Другим преимуществом является то, что датчик в отличие от других приёмников инфракрасного излучения не требует глубокого охлаждения.
Недостатки:
- Сложность применения;
- Медленный отклик;
- Чувствительность к мех. вибрациям;
- Тонкая, хрупкая мембрана, легко выходит из строя;
- Ограниченный динамический диапазон;
- Высокая стоимость, 12 — 15 тыс. $